# Bangladeschische Cricket-Nationalmannschaft in den Vereinigten Arabischen Emiraten in der Saison 2025
Die Tour der bangladeschischen Cricket-Nationalmannschaft in die Vereinigten Arabischen Emirate in der Saison 2025 fand vom 17. bis zum 21. Mai 2025 statt. Die internationale Cricket-Tour war Bestandteil der Internationalen Cricket-Saison 2025 und umfasste drei Twenty20s. Die Ver. Arab. Emirate gewannen die Serie mit 2−1.

## Vorgeschichte
Bangladesch bestritt zuvor eine Tour gegen Simbabwe, für die Vereinigten Arabischen Emirate ist es die erste Tour in der Saison. Das letzte Aufeinandertreffen der beiden Mannschaften bei einer Tour fand in der Saison 2022/23 in den Vereinigten Arabischen Emiraten statt.

## Stadion
Das folgende Stadion wurde für die Tour als Austragungsort vorgesehen.
| Stadion                             | Stadt   | Kapazität | Spiele      |
| ----------------------------------- | ------- | --------- | ----------- |
| Sharjah Cricket Association Stadium | Sharjah | 27.000    | 1. – 3. T20 |

## Kaderlisten
Bangladesch benannte seinen Kader am 4. Mai 2025.
Die Ver. Arab. Emirate benannten ihren Kader am 15. Mai 2025.
| T20 | T20 |
| Ver. Arab. Emirate | Bangladesch |
| --- | --- |
| - Muhammad Waseem (K) - Haider Ali - Rahul Chopra (wk) - Ethan D′Souza - Muhammad Jawadullah - Asif Khan - Matiullah Khan - Saghir Khan - Dhruv Parashar - Alishan Sharafu - Aryansh Sharma (wk) - Sanchit Sharma - Simranjeet Singh - Muhammad Zohaib - Zuhaib Zubair | - Litton Das (K, wk) - Mahedi Hasan (VK) - Jaker Ali (wk) - Parvez Hossain Emon (wk) - Tanzid Hasan - Rishad Hossain - Shamim Hossain - Towhid Hridoy - Shoriful Islam - Tanvir Islam - Hasan Mahmud - Mustafizur Rahman - Nahid Rana - Tanzim Hasan Sakib - Soumya Sarkar - Najmul Hossain Shanto |

## Twenty20 Internationals

### Erstes Twenty20 in Sharjah
| 17. Mai Scorecard | Sharjah | Bangladesch 191-7 (20)          | – | Ver. Arab. Emirate 164 (20) |
|                   |         | Bangladesch gewinnt mit 27 Runs |   |                             |

Die Vereinigten Arabischen Emirate gewannen den Münzwurf und entschieden sich als Feldmannschaft zu beginnen. Als Spieler des Spiels wurde Parvez Hossain Emon ausgezeichnet.

### Zweites Twenty20 in Sharjah
| 19. Mai Scorecard | Sharjah | Bangladesch 205-5 (20)                   | – | Ver. Arab. Emirate 206-8 (19.5) |
|                   |         | Ver. Arab. Emirate gewinnt mit 2 Wickets |   |                                 |

Die Vereinigten Arabischen Emirate gewannen den Münzwurf und entschieden sich als Feldmannschaft zu beginnen. Als Spieler des Spiels wurde Muhammad Waseem ausgezeichnet.

### Drittes Twenty20 in Sharjah
| 21. Mai Scorecard | Sharjah | Bangladesch 162-9 (20)                   | – | Ver. Arab. Emirate 166-3 (19.1) |
|                   |         | Ver. Arab. Emirate gewinnt mit 7 Wickets |   |                                 |

Die Vereinigten Arabischen Emirate gewannen den Münzwurf und entschieden sich als Feldmannschaft zu beginnen. Als Spieler des Spiels wurde Alishan Sharafu ausgezeichnet.

## Auszeichnungen

### Player of the Series
Als Player of the Series wurden der folgende Spieler ausgezeichnet.
| Serie    | Player of the Series |
| -------- | -------------------- |
| Twenty20 | Muhammad Waseem      |

### Player of the Match
Als Player of the Match wurden die folgenden Spieler ausgezeichnet.
| Spiel       | Player of the Match |
| ----------- | ------------------- |
| 1. Twenty20 | Parvez Hossain Emon |
| 2. Twenty20 | Muhammad Waseem     |
| 3. Twenty20 | Alishan Sharafu     |